# Paulina Szalitówna
Paula Szalit, też Paulina Szalitówna (ur. 5 listopada 1886 w Drohobyczu, zm. 1920 w Kulparkowie) – polska pianistka i kompozytorka.

## Życiorys
Była bratanicą kompozytora Henryka Szalita. Uczyła się muzyki u stryja w Konserwatorium Lwowskim, a następnie u Eugena d’Alberta w Bawarii. Od 1897 studiowała w Wiedniu pod kierunkiem Roberta Fischofa, Heinricha Schenkera, Józefa Hofmanna i Teodora Leszetyckiego.
Uważana była za cudowne dziecko budzące podziw swoją muzykalnością. Koncertowała w 1898 w Petersburgu i Moskwie. W 1903 r. występowała w Berlinie. Wtedy też przyjechała do Warszawy. W 1904 koncertowała we Lwowie i Krakowie.
Około 1907 uczyła gry na fortepianie w Lwowskim Instytucie Muzycznym Anny Niementowskiej. Ostatni koncert dała w 1913 wraz ze skrzypkiem Pawłem Kochańskim.
Komponowała utwory na fortepian: kaprysy, mazurki i preludia.
Zmarła w 1920 w Zakładzie dla Chorych Umysłowo na Kulparkowie.